# Stilida
Stilida (gr. Στυλίδα) – miejscowość w Grecji, w administracji zdecentralizowanej Tesalia-Grecja Środkowa, w regionie Grecja Środkowa, w jednostce regionalnej Ftiotyda. Siedziba gminy Stilida. W 2011 roku liczyła 4892 mieszkańców.